# William Douglas of Douglas († 1274)
Sir William „Longleg“ Douglas of Douglas (* zwischen 1200 und 1220; † zwischen 1270 und 16. Oktober 1274, vermutlich in Fawdon) war ein schottischer Adliger.
William Douglas entstammte der Familie Douglas, von der Angehörige seit dem 12. Jahrhundert als Kronvasallen Besitzungen in Schottland besaßen. Er war der älteste Sohn von Archibald of Douglas († 1240). Nach dessen Tod folgte er ihm als Laird der feudalen Baronie Douglas einschließlich Douglas Castle nach. Er kaufte dazu das Gut Fawdon im nordenglischen Northumberland. Sein jüngerer Bruder Andrew Douglas wurde Stammvater der Familie Douglas of Lothian (auch Douglas of Dalkeith). William Douglas stand während der Regentschaft für den minderjährigen König Alexander III. der „englischen Partei“ unter Alan Durward nahe.
Am 6. April 1259 schloss er mit Sir Hugh de Abernethy einen Ehevertrag über die Verheiratung seines ältesten Sohnes und Erben Hugh Douglas mit dessen Schwester Marjorie Abernethy.
Er hatte mindestens zwei Söhne und eine Tochter:
- Hugh Douglas († vor 1289) ⚭ Marjorie Abernethy;
- Sir William „le Hardi“ Douglas († 1298);
- Willelma Douglas ⚭ William Galbraith, 2. Laird of Buthernock († vor 1296).

Sein Erbe wurde vermutlich zunächst sein ältester Sohn Hugh und nach dessen Tod, spätestens im Januar 1289 sein zweiter Sohn William.